# Distretto di Navsari
Il distretto di Navsari è un distretto del Gujarat, in India, di 1 229 250 abitanti. Il suo capoluogo è Navsari.

## Geografia antropica

### Suddivisioni amministrative
Il distretto Navsari è diviso in 6 talukas:
- Navsari
- Jalalpore
- Gandevi
- Chikhli
- Khergam
- Bansda